# Greta Johansson

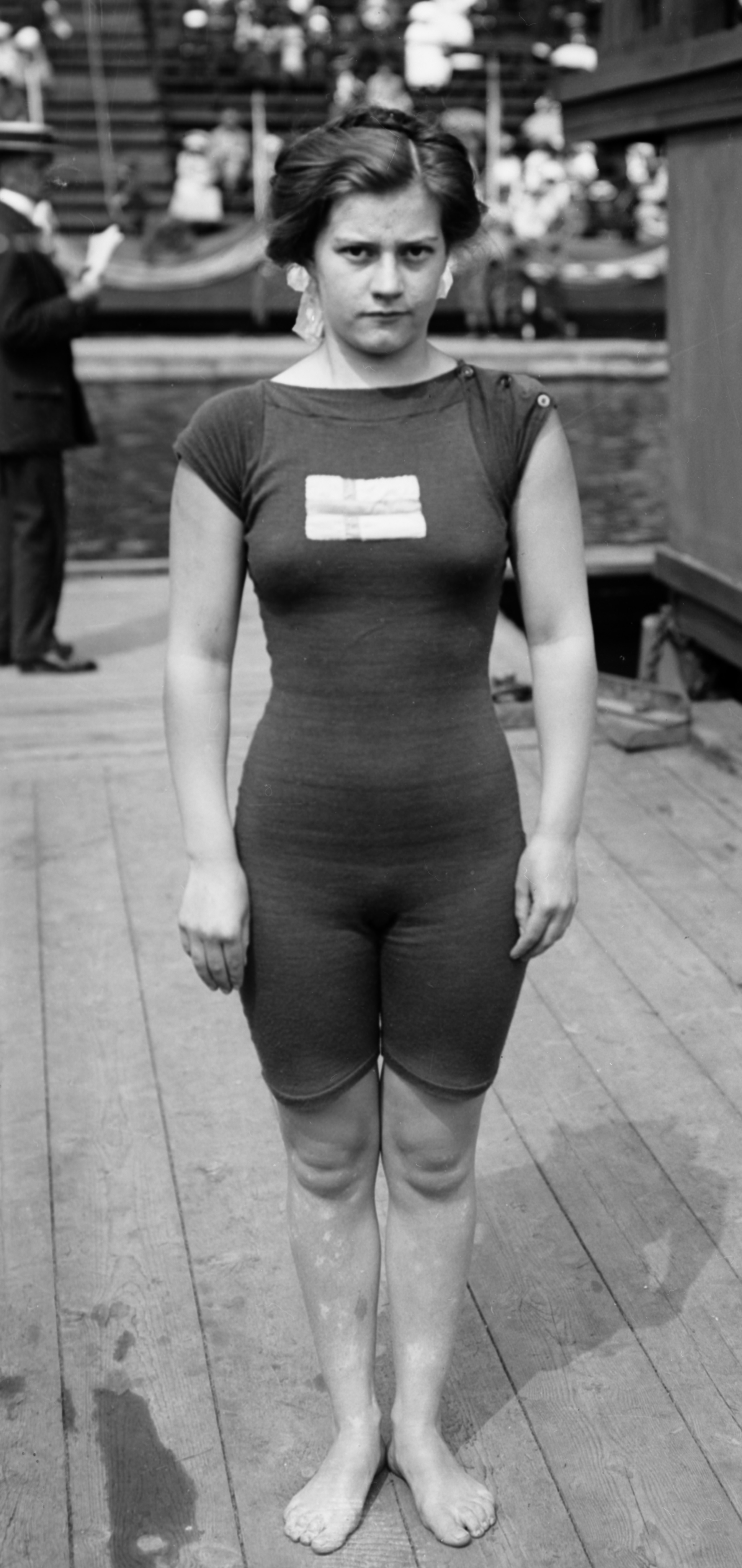
Greta Johansson, 1912

Greta Johansson (* 9. Januar 1895 in Stockholm; † 28. Januar 1978 in San Mateo, USA) war eine schwedische Wasserspringerin und Schwimmerin. Sie nahm an den Olympischen Sommerspielen 1912 teil und gewann eine Goldmedaille.

## Karriere
Greta Johansson startete für den Verein Stockholms Kappsimningsklubb. Im Alter von 17 Jahren nahm sie an den Olympischen Sommerspielen 1912 in ihrer Heimatstadt Stockholm teil. Sie startete im Wettbewerb vom Sprungturm und gewann die Goldmedaille vor ihrer Landsfrau Lisa Regnell und der Britin Isabelle White. Damit war Greta Johansson die erste Olympiasiegerin im Wasserspringen in der olympischen Geschichte. Außerdem startete sie in zwei Schwimmwettbewerben. Über 100 Meter Freistil erreichte Johansson als Vierte im Vorlauf nicht das Finale. Mit der 100-Meter-Freistilstaffel verpasste sie als Vierte knapp ihre zweite olympische Medaille.
Johansson heiratete Ernst Brandsten, der ebenfalls im Wasserspringen bei Olympia startete. 1973 wurde sie in die International Swimming Hall of Fame aufgenommen.